# Johann Martin Preissler

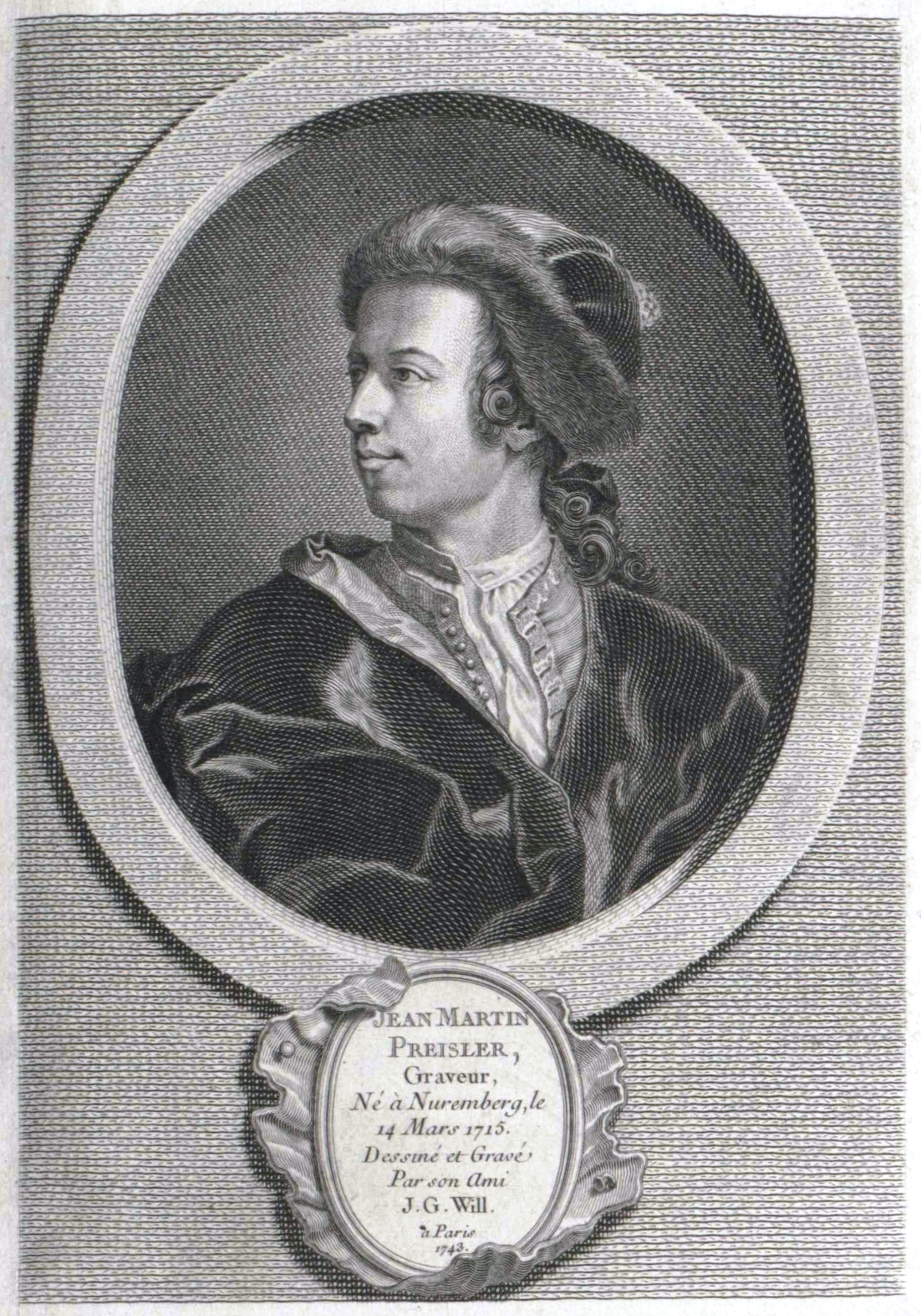
Jean Martin Preisler, Stich von J. G. Will (1743)

Johann Martin Preissler, auch Preißler, Preisler (* 14. März 1715 in Nürnberg; † 17. November 1794 in Lyngby) war ein deutscher Kupferstecher.

## Leben
Johann Martin Preissler entstammte einer Nürnberger Maler- und Kupferstecherfamilie, die aus Böhmen zugewandert war. Sein Vater war der Maler Johann Daniel Preissler, der ihn gemeinsam mit dem älteren Bruder Georg Martin Preissler in Nürnberg ausbildete. Von 1739 bis 1744 arbeitete er bei Laurent Cars (1699–1771) in Paris, auch am Galeriewerk von Schloss Versailles. Ab 1744 war Johann Martin Preissler als Hofkupferstecher am königlichen Hof von Kopenhagen tätig. In Kopenhagen wurde er 1750 zum Professor der Königlich Dänischen Kunstakademie und führte den Titel eines königlich dänisches Justizrates. Er wurde in der Christianskirche in Kopenhagen, damals noch Frederiks Tyske Kirke genannt, bestattet.
Johann Martin heiratete 1748 Anna Sophia Schuckmann (1720–1800), Tochter eines Rostocker Professors der Medizin. Sein Sohn Johann Georg war ebenfalls Kupferstecher.